# Рогатые лягушки
Рогатые лягушки, или рогатки, или итаннии (лат. Ceratophrys) — род бесхвостых земноводных из семейства Ceratophryidae.

## Описание

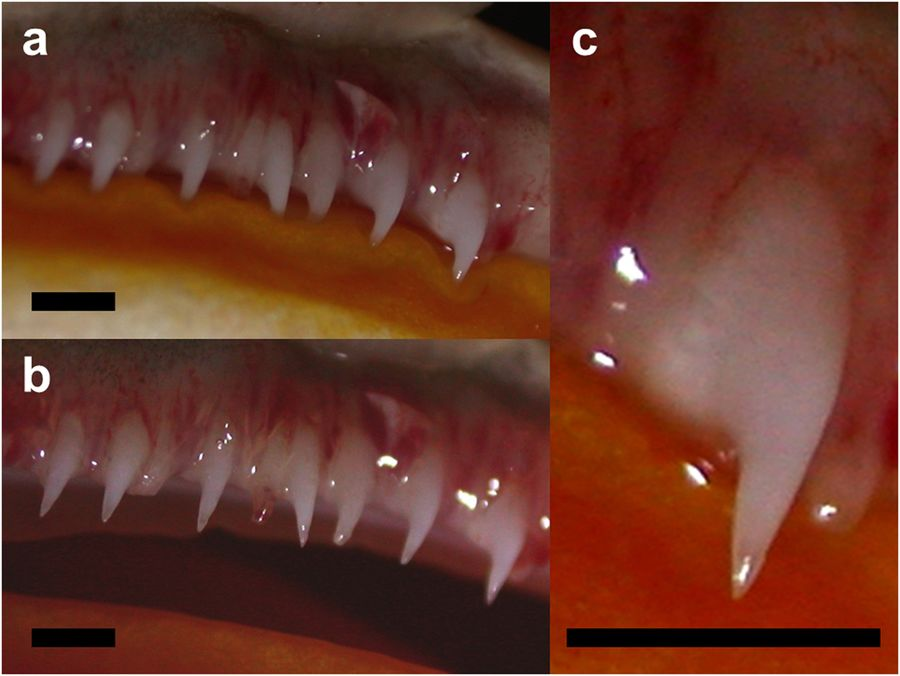
Зубы чакской рогатки

Это крупные лягушки — самцы вырастают в зависимости от вида до 13 см, самки до 20 см в длину. Голова и туловище толстые, имеют округлую форму. Рот очень большой с мощными челюстями. Зубы присутствуют лишь на верхней челюсти. От век тянутся округлые на конце напоминающие рога выросты (у разных видов они разной длины), откуда и происходит название этих земноводных. Впрочем, выросты не твёрдые, и несут функцию камуфляжа или приманивания добычи. Кожа довольно шершавая. У некоторых видов костные пластины на спине составляют единый щит. Конечности короткие, но очень мощные.
Окраска разноцветная, колеблется от зеленоватого до коричневатого цвета, и состоит из пятен разной формы, которые размывают контуры животного. Зачастую присутствуют несимметричные тёмные пятна или пятнышки. Самцы часто имеют пятнистую грудь, и примерно в возрасте года у них появляются пятна на подушечках пальцев или на пальцах.

## Образ жизни

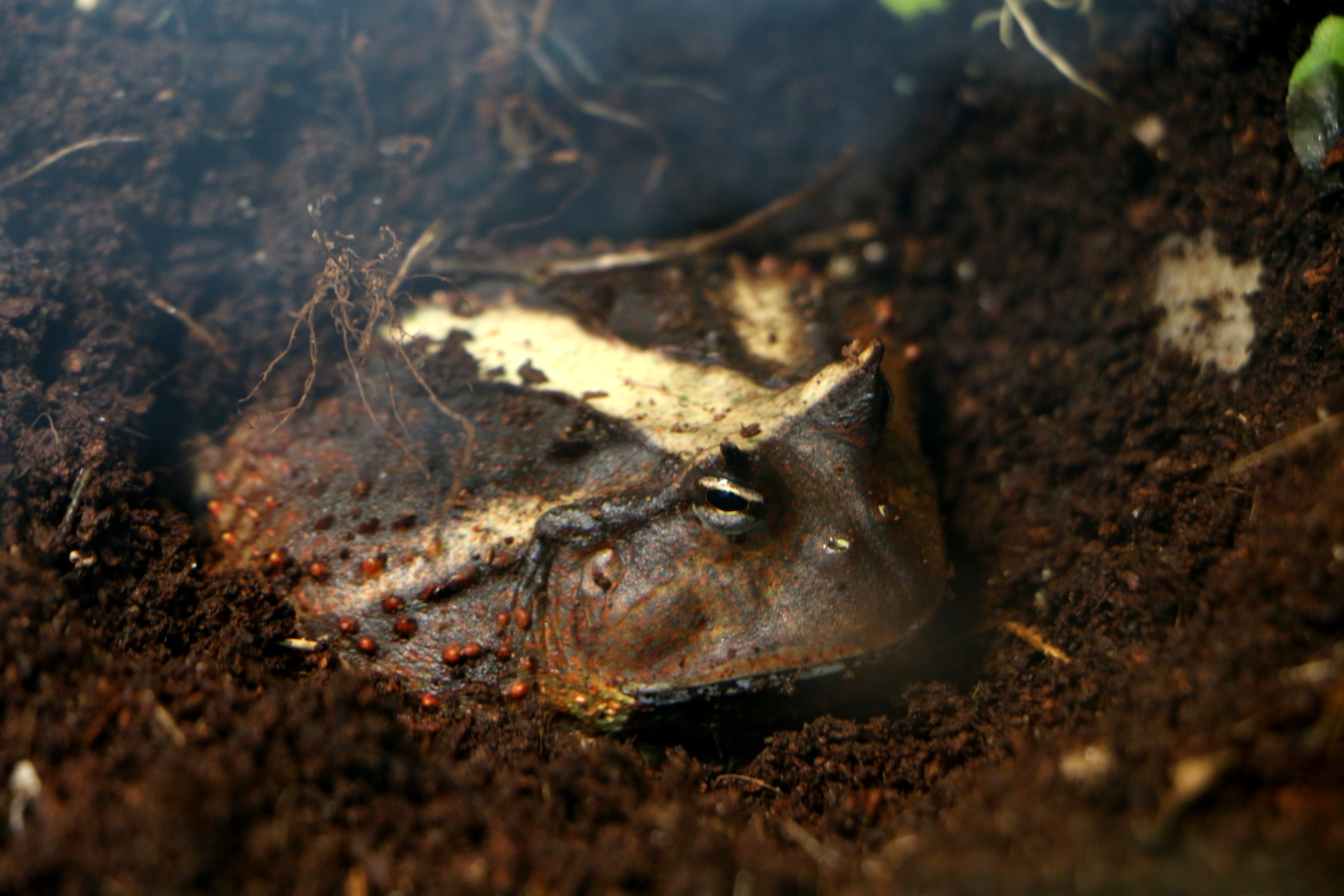
Рогатая лягушка в засаде

Населяют тропические и субтропические леса, селятся вдоль водоёмов. Ведут преимущественно наземный образ жизни. Очень медлительные земноводные и довольно плохие пловцы. Являются крайне прожорливыми хищниками — пытаются съесть всё, что движется и может вместиться в их огромный рот. Едят насекомых, мелких млекопитающих (например, мышей), рыб, других лягушек и мелких рептилий. Взрослая самка рогатки может легко съесть взрослую крысу. Также, известны каннибализмом, и способны съесть сородича даже большего размера. При попытке заглотить очень крупную добычу, из-за зубов и костных выступов в передней части челюсти, могут возникнуть трудности с её выплёвыванием, что может привести к смерти от удушья самой лягушки. Охотятся из укрытия, закопавшись в мох, листву или рыхлую почву и нападают на добычу, до которой можно добраться одним прыжком. Мелкую добычу ловят очень липким языком, крупную — мощными челюстями. У крупных особей сила укуса сравнима с таковой у млекопитающих.
Средняя продолжительность жизни в дикой природе до 4 лет, в неволе могут дожить до 10 лет и даже дольше.

## Размножение
Это яйцекладущие земноводные. Половая зрелость наступает в 1—1,5 года. Спаривание происходит амплексусом (самец передними лапами сцепляется с самкой и выделяет спермотофоры). Самка откладывает в воду до 5000 яиц.

## Распространение
Обитают в Южной Америке.

## Классификация
На февраль 2023 года в род включают 8 видов:
- Ceratophrys aurita — Бразильская рогатка, или изменчивая рогатка
- Ceratophrys calcarata — Колумбийская рогатка
- Ceratophrys cornuta — Амазонская рогатка, или рогатая лягушка, или итанния
- Ceratophrys cranwelli — Чакская рогатка
- Ceratophrys joazeirensis
- Ceratophrys ornata — Украшенная рогатка, или украшенная итанния, или узорчатая рогатка
- Ceratophrys stolzmanni — Эскуэрсо
- Ceratophrys testudo — Черепаховая рогатка

## Галерея

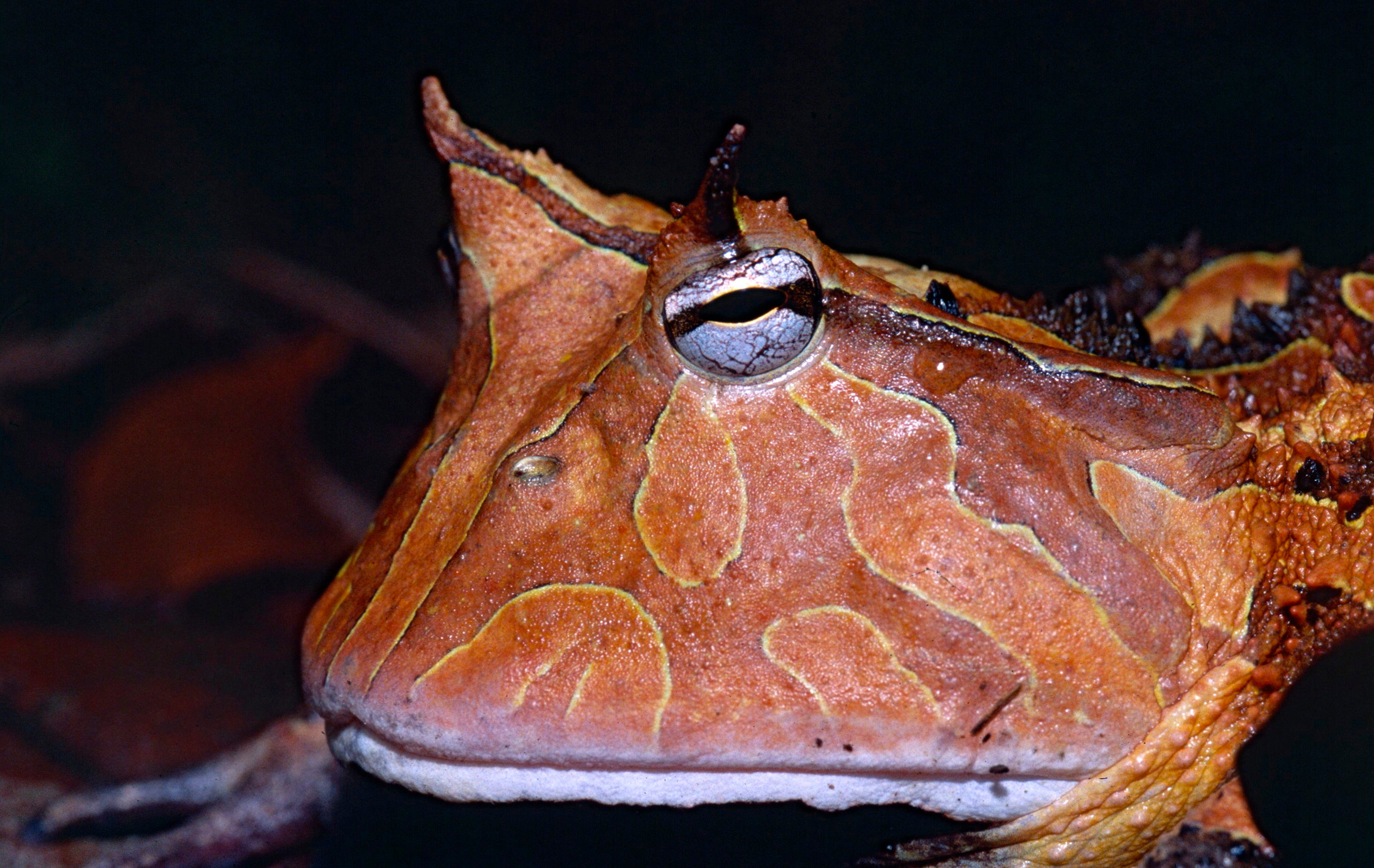
Амазонская рогатка
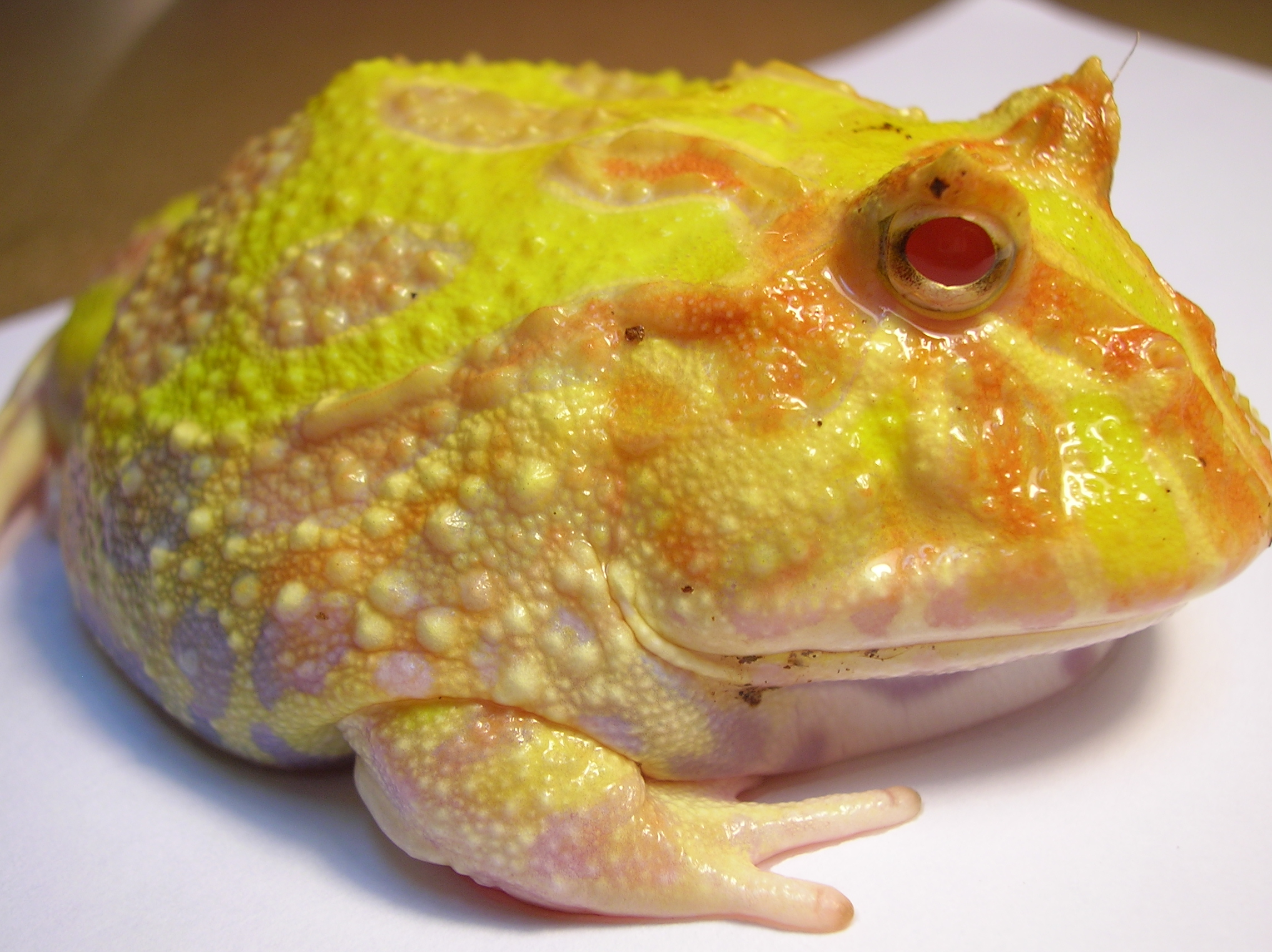
Чакская рогатка (альбинос)
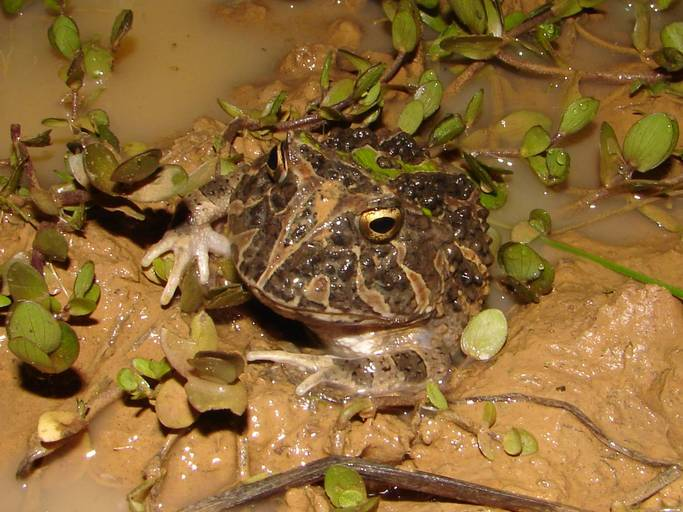
Колумбийская рогатка